# Campionatul Mondial de Fotbal 2022 – Grupa H
Grupa H de la Campionatul Mondial de Fotbal 2022 a avut loc în perioada 24 noiembrie-2 decembrie 2022. Grupa a fost alcătuită din Portugalia, Ghana, Uruguay și Coreea de Sud. Clasate pe primele două locuri, Portugalia și Coreea de Sud au avansat în runda optimilor.

### Echipe
| Poziția tragerii | Echipa        | Urnă | Confederația | Metoda calificării                     | Data calificării | Apariții în turneul final | Ultima apariție | Cea mai bună performanță  | Clasamentul FIFA | Clasamentul FIFA |
| Poziția tragerii | Echipa        | Urnă | Confederația | Metoda calificării                     | Data calificării | Apariții în turneul final | Ultima apariție | Cea mai bună performanță  | Martie 2022      | Octombrie 2022   |
| ---------------- | ------------- | ---- | ------------ | -------------------------------------- | ---------------- | ------------------------- | --------------- | ------------------------- | ---------------- | ---------------- |
| H1               | Portugalia    | 1    | UEFA         | Câștigătoarea Căii C din a doua rundă  | 29 martie 2022   | 8                         | 2018            | Locul 3 (1966)            | 8                | 9                |
| H2               | Ghana         | 4    | CAF          | Câștigătoarea Rundei a treia CAF       | 29 martie 2022   | 4                         | 2014            | Sferturi de finală (2010) | 60               | 61               |
| H3               | Uruguay       | 2    | CONMEBOL     | Locul 3 în turneul CONMEBOL            | 24 martie 2022   | 14                        | 2018            | Câștigătoare (1930, 1950) | 13               | 14               |
| H4               | Coreea de Sud | 3    | AFC          | Locul 2 în Grupa A Runda a treia - AFC | 1 februarie 2022 | 11                        | 2018            | Locul 4 (2002)            | 29               | 28               |

Note
1. ↑  Clasamentul din martie 2022 a fost folosit pentru tragerea la sorți.

## Clasament
| Loc | Echipa        | MJ | V | E | Î | GM | GP | DG | Pct | Calificare                      |
| --- | ------------- | -- | - | - | - | -- | -- | -- | --- | ------------------------------- |
| 1   | Portugalia    | 3  | 2 | 0 | 1 | 6  | 4  | +2 | 6   | Avansează în Runda eliminatorie |
| 2   | Coreea de Sud | 3  | 1 | 1 | 1 | 4  | 4  | 0  | 4   | Avansează în Runda eliminatorie |
| 3   | Uruguay       | 3  | 1 | 1 | 1 | 2  | 2  | 0  | 4   |                                 |
| 4   | Ghana         | 3  | 1 | 0 | 2 | 5  | 7  | −2 | 3   |                                 |

## Meciurile
Toate orele sunt listate la ora României.

### Uruguay vs Coreea de Sud
| Uruguay | 0–0    | Coreea de Sud |
| ------- | ------ | ------------- |
|         | Raport |               |

| Uruguay | Coreea de Sud |

| GK           | 23 | Sergio Rochet      |     |     |
| RB           | 22 | Martín Cáceres     | 57' |     |
| CB           | 3  | Diego Godín (c)    |     |     |
| CB           | 2  | José Giménez       |     |     |
| LB           | 16 | Mathías Olivera    |     | 79' |
| CM           | 15 | Federico Valverde  |     |     |
| CM           | 6  | Rodrigo Bentancur  |     |     |
| CM           | 5  | Matías Vecino      |     | 79' |
| RF           | 8  | Facundo Pellistri  |     | 88' |
| CF           | 9  | Luis Suárez        |     | 64' |
| LF           | 11 | Darwin Núñez       |     |     |
| Înlocuiri:   |    |                    |     |     |
| FW           | 21 | Edinson Cavani     |     | 64' |
| MF           | 7  | Nicolás de la Cruz |     | 79' |
| DF           | 17 | Matías Viña        |     | 79' |
| DF           | 13 | Guillermo Varela   |     | 88' |
| Manager:     |    |                    |     |     |
| Diego Alonso |    |                    |     |     |

| GK          | 1           | Kim Seung-gyu     |       |     |
| RB          | 15          | Kim Moon-hwan     |       |     |
| CB          | 4           | Kim Min-jae       |       |     |
| CB          | 19          | Kim Young-gwon    |       |     |
| LB          | 3           | Kim Jin-su        |       |     |
| CM          | 6           | Hwang In-beom     |       |     |
| CM          | 5           | Jung Woo-young    |       |     |
| RW          | 17          | Na Sang-ho        |       | 74' |
| AM          | 10          | Lee Jae-sung      |       | 74' |
| LW          | 7           | Son Heung-min (c) |       |     |
| CF          | 16          | Hwang Ui-jo       |       | 74' |
| Înlocuiri:  |             |                   |       |     |
| FW          | 9           | Cho Gue-sung      | 88'   | 74' |
| MF          | 13          | Son Jun-ho        |       | 74' |
| MF          | 18          | Lee Kang-in       |       | 74' |
| Manager:    |             |                   |       |     |
| Paulo Bento | Paulo Bento | Paulo Bento       | 90+8' |     |

| Jucătorul meciului: Federico Valverde (Uruguay) Arbitri asistenți: Nicolas Danos (Franța) Cyril Gringore (Franța) Al patrulea oficial: István Kovács (România) Arbitru asistent rezervă: Vasile Marinescu (România) Arbitru asistent VAR: Jérôme Brisard (Franța) Arbitri asistenți video: Benoît Millot (Franța) Djibril Camara (Senegal) Rédouane Jiyed (Maroc) Arbitri asistenți video: Rafael Foltyn (Germania) |

### Portugalia vs Ghana
| Portugalia                                  | 3–2    | Ghana                      |
| ------------------------------------------- | ------ | -------------------------- |
| - Ronaldo 65' (pen.) - Félix 78' - Leão 80' | Raport | - A. Ayew 73' - Bukari 89' |

| Portugalia | Ghana |

| GK              | 22 | Diogo Costa           |       |     |
| RB              | 20 | João Cancelo          |       |     |
| CB              | 4  | Rúben Dias            |       |     |
| CB              | 13 | Danilo Pereira        | 90+1' |     |
| LB              | 5  | Raphaël Guerreiro     |       |     |
| DM              | 18 | Rúben Neves           |       | 77' |
| CM              | 8  | Bruno Fernandes       | 90+5' |     |
| CM              | 25 | Otávio                |       | 56' |
| AM              | 10 | Bernardo Silva        |       | 88' |
| CF              | 11 | João Félix            |       | 88' |
| CF              | 7  | Cristiano Ronaldo (c) |       | 88' |
| Înlocuiri:      |    |                       |       |     |
| MF              | 14 | William Carvalho      |       | 56' |
| FW              | 15 | Rafael Leão           |       | 77' |
| MF              | 6  | João Palhinha         |       | 88' |
| FW              | 26 | Gonçalo Ramos         |       | 88' |
| MF              | 17 | João Mário            |       | 88' |
| Manager:        |    |                       |       |     |
| Fernando Santos |    |                       |       |     |

| GK         | 1  | Lawrence Ati-Zigi  |       |       |
| CB         | 18 | Daniel Amartey     |       |       |
| CB         | 23 | Alexander Djiku    |       | 90+2' |
| CB         | 4  | Mohammed Salisu    |       |       |
| RWB        | 26 | Alidu Seidu        | 57'   | 66'   |
| LWB        | 17 | Baba Rahman        |       |       |
| CM         | 5  | Thomas Partey      |       |       |
| CM         | 20 | Mohammed Kudus     | 45+1' | 77'   |
| CM         | 21 | Salis Abdul Samed  |       | 90+2' |
| CF         | 10 | André Ayew (c)     | 49'   | 77'   |
| CF         | 19 | Iñaki Williams     | 90+1' |       |
| Înlocuiri: |    |                    |       |       |
| DF         | 2  | Tariq Lamptey      |       | 66'   |
| MF         | 11 | Osman Bukari       |       | 77'   |
| FW         | 9  | Jordan Ayew        |       | 77'   |
| MF         | 8  | Daniel-Kofi Kyereh |       | 90+2' |
| FW         | 25 | Antoine Semenyo    |       | 90+2' |
| Manager:   |    |                    |       |       |
| Otto Addo  |    |                    |       |       |

| Jucătorul meciului: Cristiano Ronaldo (Portugalia) Arbitri asistenți: Kyle Atkins (SUA) Corey Parker (SUA) Al patrulea oficial: Stéphanie Frappart (Franța) Arbitru asistent rezervă: Karen Díaz Medina (Mexic) Arbitru asistent VAR: Armando Villarreal (SUA) Arbitri asistenți video: Drew Fischer (Canada) Alessandro Giallatini (Italia) Shaun Evans (Australia) Arbitri asistenți video: Elvis Noupue (Camerun) |

### Coreea de Sud vs Ghana
| Coreea de Sud           | 2–3    | Ghana                         |
| ----------------------- | ------ | ----------------------------- |
| - Cho Gue-sung 58', 61' | Raport | - Salisu 24' - Kudus 34', 68' |

| Coreea de Sud | Ghana |

| GK          | 1           | Kim Seung-gyu     |        |       |
| RB          | 15          | Kim Moon-hwan     |        |       |
| CB          | 4           | Kim Min-jae       |        | 90+2' |
| CB          | 19          | Kim Young-gwon    | 77'    |       |
| LB          | 3           | Kim Jin-su        |        |       |
| CM          | 6           | Hwang In-beom     |        |       |
| CM          | 5           | Jung Woo-young    | 27'    | 78'   |
| RW          | 22          | Kwon Chang-hoon   |        | 57'   |
| AM          | 25          | Jeong Woo-yeong   |        | 46'   |
| LW          | 7           | Son Heung-min (c) |        |       |
| CF          | 9           | Cho Gue-sung      |        |       |
| Înlocuiri:  |             |                   |        |       |
| MF          | 17          | Na Sang-ho        |        | 46'   |
| MF          | 18          | Lee Kang-in       |        | 57'   |
| FW          | 16          | Hwang Ui-jo       |        | 78'   |
| DF          | 20          | Kwon Kyung-won    |        | 90+2' |
| Manager:    |             |                   |        |       |
| Paulo Bento | Paulo Bento | Paulo Bento       | 90+12' |       |

| GK         | 1  | Lawrence Ati-Zigi  |     |     |
| RB         | 2  | Tariq Lamptey      | 73' | 78' |
| CB         | 18 | Daniel Amartey     | 21' |     |
| CB         | 4  | Mohammed Salisu    |     |     |
| LB         | 14 | Gideon Mensah      |     | 88' |
| DM         | 21 | Salis Abdul Samed  |     |     |
| CM         | 5  | Thomas Partey      |     |     |
| CM         | 20 | Mohammed Kudus     |     | 83' |
| RF         | 10 | André Ayew (c)     |     | 78' |
| CF         | 19 | Iñaki Williams     |     |     |
| LF         | 9  | Jordan Ayew        |     | 78' |
| Înlocuiri: |    |                    |     |     |
| MF         | 22 | Kamaldeen Sulemana |     | 78' |
| MF         | 8  | Daniel-Kofi Kyereh |     | 78' |
| DF         | 3  | Denis Odoi         |     | 78' |
| DF         | 23 | Alexander Djiku    |     | 83' |
| DF         | 17 | Baba Rahman        |     | 88' |
| Manager:   |    |                    |     |     |
| Otto Addo  |    |                    |     |     |

| Jucătorul meciului: Mohammed Kudus (Ghana) Arbitri asistenți: Gary Beswick (Anglia) Adam Nunn (Anglia) Al patrulea oficial: Kevin Ortega (Peru) Arbitru asistent rezervă: Michael Orué (Peru) Arbitru asistent VAR: Tomasz Kwiatkowski (Polonia) Arbitri asistenți video: Alejandro Hernández Hernández (Spania) Kyle Atkins (SUA) Ricardo de Burgos Bengoetxea (Spania) Arbitri asistenți video: Corey Parker (SUA) |

### Portugalia vs Uruguay
| Portugalia                    | 2–0    | Uruguay |
| ----------------------------- | ------ | ------- |
| - Fernandes 54', 90+3' (pen.) | Raport |         |

| Portugalia | Uruguay |

| GK              | 22 | Diogo Costa           |     |     |
| RB              | 20 | João Cancelo          |     |     |
| CB              | 4  | Rúben Dias            | 89' |     |
| CB              | 3  | Pepe                  |     |     |
| LB              | 19 | Nuno Mendes           |     | 42' |
| DM              | 18 | Rúben Neves           | 38' | 69' |
| CM              | 10 | Bernardo Silva        |     |     |
| CM              | 14 | William Carvalho      |     | 82' |
| AM              | 8  | Bruno Fernandes       |     |     |
| CF              | 7  | Cristiano Ronaldo (c) |     | 82' |
| CF              | 11 | João Félix            | 77' | 82' |
| Înlocuiri:      |    |                       |     |     |
| DF              | 5  | Raphaël Guerreiro     |     | 42' |
| FW              | 15 | Rafael Leão           |     | 69' |
| MF              | 23 | Matheus Nunes         |     | 82' |
| FW              | 26 | Gonçalo Ramos         |     | 82' |
| MF              | 6  | João Palhinha         |     | 82' |
| Manager:        |    |                       |     |     |
| Fernando Santos |    |                       |     |     |

| GK           | 23 | Sergio Rochet          |     |     |
| CB           | 2  | José Giménez           |     |     |
| CB           | 3  | Diego Godín (c)        |     | 62' |
| CB           | 19 | Sebastián Coates       |     |     |
| DM           | 6  | Rodrigo Bentancur      | 6'  |     |
| CM           | 15 | Federico Valverde      |     |     |
| CM           | 5  | Matías Vecino          |     | 62' |
| RW           | 13 | Guillermo Varela       |     |     |
| LW           | 16 | Mathías Olivera        | 44' | 86' |
| CF           | 11 | Darwin Núñez           |     | 72' |
| CF           | 21 | Edinson Cavani         |     | 72' |
| Înlocuiri:   |    |                        |     |     |
| FW           | 8  | Facundo Pellistri      |     | 62' |
| MF           | 10 | Giorgian de Arrascaeta |     | 62' |
| FW           | 18 | Maxi Gómez             |     | 72' |
| FW           | 9  | Luis Suárez            |     | 72' |
| DF           | 17 | Matías Viña            |     | 86' |
| Manager:     |    |                        |     |     |
| Diego Alonso |    |                        |     |     |

| Jucătorul meciului: Bruno Fernandes (Portugalia) Arbitri asistenți: Mohammadreza Mansouri (Iran) Mohammadreza Abolfazli (Iran) Al patrulea oficial: Abdulrahman Al-Jassim (Qatar) Arbitru asistent rezervă: Saud Al-Maqaleh (Qatar) Arbitru asistent VAR: Abdulla Al-Marri (Qatar) Arbitri asistenți video: Shaun Evans (Australia) Anton Shchetinin (Australia) Rédouane Jiyed (Maroc) Arbitri asistenți video: Ashley Beecham (Australia) |

### Ghana vs Uruguay
| Ghana | 0–2    | Uruguay                  |
| ----- | ------ | ------------------------ |
|       | Raport | - De Arrascaeta 26', 32' |

| Ghana | Uruguay |

| GK         | 1  | Lawrence Ati-Zigi     |       |       |
| RB         | 26 | Alidu Seidu           | 90+9' |       |
| CB         | 18 | Daniel Amartey        |       |       |
| CB         | 4  | Mohammed Salisu       |       |       |
| LB         | 17 | Baba Rahman           |       |       |
| CM         | 5  | Thomas Partey         |       |       |
| CM         | 21 | Salis Abdul Samed     |       | 72'   |
| RW         | 20 | Mohammed Kudus        |       | 90+8' |
| AM         | 10 | André Ayew (c)        |       | 46'   |
| LW         | 9  | Jordan Ayew           |       | 46'   |
| CF         | 19 | Iñaki Williams        |       | 72'   |
| Înlocuiri: |    |                       |       |       |
| MF         | 22 | Kamaldeen Sulemana    | 86'   | 46'   |
| MF         | 11 | Osman Bukari          |       | 46'   |
| FW         | 25 | Antoine Semenyo       |       | 72'   |
| MF         | 8  | Daniel-Kofi Kyereh    |       | 72'   |
| MF         | 7  | Abdul Fatawu Issahaku |       | 90+8' |
| Manager:   |    |                       |       |       |
| Otto Addo  |    |                       |       |       |

| GK           | 23 | Sergio Rochet          |        |     |
| RB           | 13 | Guillermo Varela       |        |     |
| CB           | 2  | José Giménez           | 90+10' |     |
| CB           | 19 | Sebastián Coates       | 87'    |     |
| LB           | 16 | Mathías Olivera        |        |     |
| RM           | 8  | Facundo Pellistri      |        | 66' |
| CM           | 15 | Federico Valverde      |        |     |
| CM           | 6  | Rodrigo Bentancur      |        | 34' |
| LM           | 10 | Giorgian de Arrascaeta |        | 80' |
| CF           | 9  | Luis Suárez (c)        | 60'    | 66' |
| CF           | 11 | Darwin Núñez           | 20'    | 80' |
| Înlocuiri:   |    |                        |        |     |
| MF           | 5  | Matías Vecino          |        | 34' |
| FW           | 21 | Edinson Cavani         | 90+10' | 66' |
| MF           | 7  | Nicolás de la Cruz     |        | 66' |
| FW           | 18 | Maxi Gómez             |        | 80' |
| MF           | 24 | Agustín Canobbio       |        | 80' |
| Manager:     |    |                        |        |     |
| Diego Alonso |    |                        |        |     |

| Jucătorul meciului: Giorgian de Arrascaeta (Uruguay) Arbitri asistenți: Jan Seidel (Germania) Rafael Foltyn (Germania) Al patrulea oficial: Yoshimi Yamashita (Japonia) Arbitru asistent rezervă: Vasile Marinescu (România) Arbitru asistent VAR: Bastian Dankert (Germania) Arbitri asistenți video: Pol van Boekel (Țările de Jos) Ciro Carbone (Italia) Paolo Valeri (Italia) Arbitri asistenți video: Alessandro Giallatini (Italia) |

### Coreea de Sud vs Portugalia
| Coreea de Sud                               | 2–1    | Portugalia |
| ------------------------------------------- | ------ | ---------- |
| - Kim Young-gwon 27' - Hwang Hee-chan 90+1' | Raport | - Horta 5' |

| Coreea de Sud | Portugalia |

| GK                 | 1  | Kim Seung-gyu     |       |       |
| RB                 | 15 | Kim Moon-hwan     |       |       |
| CB                 | 20 | Kwon Kyung-won    |       |       |
| CB                 | 19 | Kim Young-gwon    |       | 81'   |
| LB                 | 3  | Kim Jin-su        |       |       |
| DM                 | 5  | Jung Woo-young    |       |       |
| CM                 | 6  | Hwang In-beom     |       |       |
| CM                 | 18 | Lee Kang-in       | 36'   | 81'   |
| RF                 | 10 | Lee Jae-sung      |       | 65'   |
| CF                 | 9  | Cho Gue-sung      |       | 90+3' |
| LF                 | 7  | Son Heung-min (c) |       |       |
| Înlocuiri:         |    |                   |       |       |
| MF                 | 11 | Hwang Hee-chan    | 90+2' | 65'   |
| FW                 | 16 | Hwang Ui-jo       |       | 81'   |
| MF                 | 13 | Son Jun-ho        |       | 81'   |
| DF                 | 24 | Cho Yu-min        |       | 90+3' |
| Manager interimar: |    |                   |       |       |
| Sérgio Costa       |    |                   |       |       |

| GK              | 22 | Diogo Costa           |  |     |
| RB              | 2  | Diogo Dalot           |  |     |
| CB              | 3  | Pepe                  |  |     |
| CB              | 24 | António Silva         |  |     |
| LB              | 20 | João Cancelo          |  |     |
| DM              | 18 | Rúben Neves           |  | 65' |
| CM              | 23 | Matheus Nunes         |  | 65' |
| CM              | 16 | Vitinha               |  | 81' |
| RF              | 21 | Ricardo Horta         |  |     |
| CF              | 7  | Cristiano Ronaldo (c) |  | 65' |
| LF              | 17 | João Mário            |  | 81' |
| Înlocuiri:      |    |                       |  |     |
| MF              | 6  | João Palhinha         |  | 65' |
| FW              | 15 | Rafael Leão           |  | 65' |
| FW              | 9  | André Silva           |  | 65' |
| FW              | 10 | Bernardo Silva        |  | 81' |
| MF              | 14 | William Carvalho      |  | 81' |
| Manager:        |    |                       |  |     |
| Fernando Santos |    |                       |  |     |

| Jucătorul meciului: Hwang Hee-chan (Coreea de Sud) Arbitri asistenți: Ezequiel Brailovsky (Argentina) Gabriel Chade (Argentina) Al patrulea oficial: Maguette Ndiaye (Senegal) Arbitru asistent rezervă: Djibril Camara (Senegal) Arbitru asistent VAR: Nicolás Gallo (Columbia) Arbitri asistenți video: Juan Soto (Venezuela) Bruno Boschilia (Brazilia) Armando Villarreal (SUA) Arbitri asistenți video: Bruno Pires (Brazilia) |

## Disciplină
Punctele fair-play urmau să fie folosite ca departajare în cazul în care echipele ar fi fost la egalitate în clasamentul din grupă și în meciul direct. Acestea au fost calculate pe baza cartonașelor galbene și roșii primite în toate meciurile din grupe, după cum urmează: 
- Primul cartonaș galben: -1 punct;
- Cartonaș roșu indirect (al doilea cartonaș galben): -3 puncte;
- Cartonaș roșu direct: -4 puncte;
- Cartonaș galben și cartonaș roșu direct: -5 puncte;

Doar una dintre penalizările de mai sus se aplică unui jucător într-un singur meci.
| Echipa        | Meciul 1        | Meciul 1                               | Meciul 1      | Meciul 1                        | Meciul 2        | Meciul 2                               | Meciul 2      | Meciul 2                        | Meciul 3        | Meciul 3                               | Meciul 3      | Meciul 3                        | Puncte |
| Echipa        | Cartonaș galben | Cartonaș galben · Cartonaș galben-roșu | Cartonaș roșu | Cartonaș galben · Cartonaș roșu | Cartonaș galben | Cartonaș galben · Cartonaș galben-roșu | Cartonaș roșu | Cartonaș galben · Cartonaș roșu | Cartonaș galben | Cartonaș galben · Cartonaș galben-roșu | Cartonaș roșu | Cartonaș galben · Cartonaș roșu | Puncte |
| ------------- | --------------- | -------------------------------------- | ------------- | ------------------------------- | --------------- | -------------------------------------- | ------------- | ------------------------------- | --------------- | -------------------------------------- | ------------- | ------------------------------- | ------ |
| Portugalia    | 2               |                                        |               |                                 | 3               |                                        |               |                                 |                 |                                        |               |                                 | −5     |
| Coreea de Sud | 1               |                                        |               |                                 | 2               |                                        |               |                                 | 2               |                                        |               |                                 | −5     |
| Ghana         | 4               |                                        |               |                                 | 2               |                                        |               |                                 | 2               |                                        |               |                                 | −8     |
| Uruguay       | 1               |                                        |               |                                 | 2               |                                        |               |                                 | 5               |                                        |               |                                 | −8     |

## Legături externe
- Site web oficial